# Adriano Zendejas
Pour les articles homonymes, voir Zendejas.
 (février 2024).
Si vous disposez d'ouvrages ou d'articles de référence ou si vous connaissez des sites web de qualité traitant du thème abordé ici, merci de compléter l'article en donnant les références utiles à sa vérifiabilité et en les liant à la section « Notes et références ».
Adriano Zendejas, né à Mexico (Mexique) le 19 mars 1996, est un acteur mexicain qui a joué dans plusieurs telenovelas.

## Biographie
Adriano Zendejas a deux sœurs, dont Samadhi, elle aussi actrice.
Il commence à faire de la télévision commerciale dès son enfance puis étudie l'art dramatique au Centro de Educación Artistica de Televisa (CEA) à Mexico.

## Filmographie partielle

### Telenovelas
- 2006 : Amar sin límites : Dieguito Moran
- 2006 : Plus Belle des laides (La fea más bella) : Hijo imaginario de Letty y Fernando
- 2006 : Marina : Ricardo Alarcón Alarcón "Chuy" (niño)
- 2007 : Lola érase una vez
- 2007 : Muchachitas como tú : Patricio
- 2008-2009 : Juro que te amo : Daniel Madrigal
- 2009 : Corazón salvaje :
- 2009 : Mi pecado : Julián Huerta Aldama (niño)
- 2010 : Niña de mi corazón : Damián Paz
- 2011 : La fuerza del destino : Iván Villagómez (niño)
- 2012 : Abismo de pasión : Vicente Mendoza
- 2014 : Quiero amarte : José Olazábal